# Jeux olympiques d'été de 1936
Pour l’article homonyme, voir Jeux olympiques d'hiver de 1936.
Les Jeux olympiques d'été de 1936, Jeux de la XIe olympiade de l'ère moderne, sont célébrés à Berlin, en Allemagne du 1er au 16 août 1936. La capitale allemande est désignée pour la seconde fois comme pays organisateur, mais les Jeux olympiques de 1916 ont été annulés en raison de la Première Guerre mondiale.

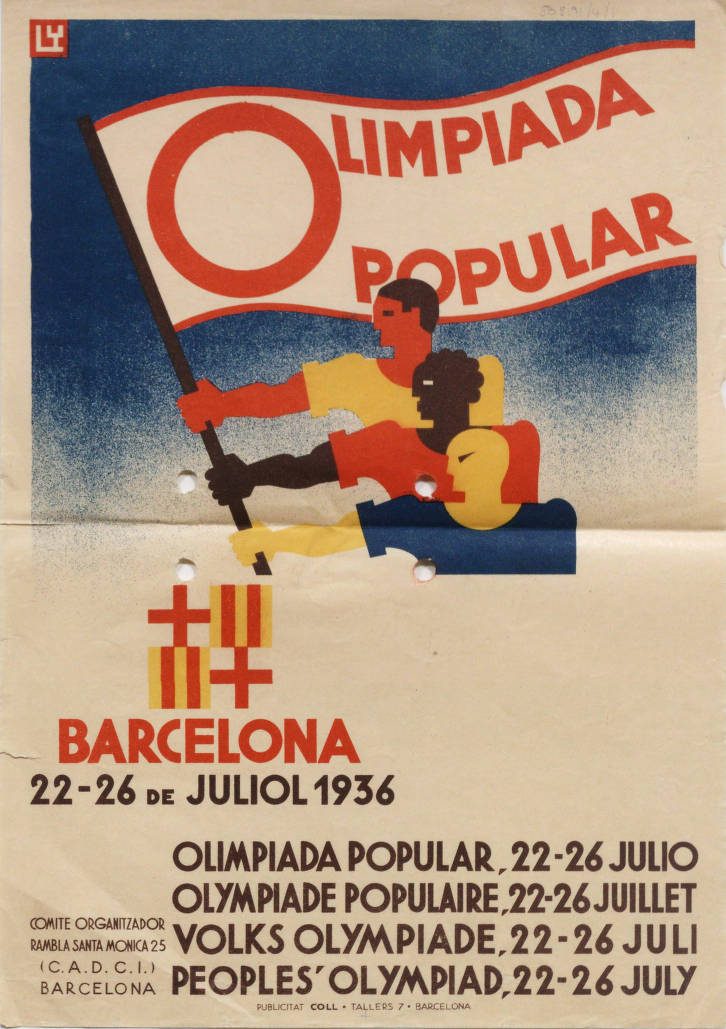
Olympiades de Barcelone (1936).

Dans le contexte du moment, les JO de Berlin prennent vite une signification très politique, même si personne ne peut encore prévoir les changements politiques qui vont survenir en Allemagne quand, en 1931, le CIO confie à Berlin et à la république de Weimar l'organisation des jeux. Après l'instauration du régime nazi en 1933, plusieurs pays demandent le boycott de ces Jeux olympiques et organisent des jeux alternatifs, les Olympiades populaires, à Barcelone, dont le déclenchement de la guerre d'Espagne la veille empêchent l'inauguration. Les Jeux de Berlin se déroulent dans une atmosphère de xénophobie et d'antisémitisme, Adolf Hitler voulant se servir de cet événement pour faire la propagande du nazisme et la promotion de l'idéologie de la supériorité de la race aryenne, notamment à travers le documentaire Les Dieux du stade de Leni Riefenstahl. Ces jeux sont souvent cités comme exemple de « blanchiment par le sport » organisé par un gouvernement autoritaire et belliqueux.
Sur les 49 nations et 3 967 athlètes (dont 335 femmes) qui prennent part à 129 épreuves dans 19 sports, l'Allemagne est le pays le plus médaillé.
Dans le contexte particulier des « Jeux nazis », les quatre médailles d'or remportées par l'athlète noir américain Jesse Owens en sprint et saut en longueur représentent un important symbole dans l'histoire des Jeux olympiques modernes. Mais l'athlète le plus médaillé est le gymnaste allemand Konrad Frey (six médailles dont trois d'or). Au tableau des médailles, les athlètes allemands imposeront leur large domination tout au long des Jeux, remportant 89 médailles dont 33 d'or, devant les États-Unis, avec 56 médailles dont 24 d'or.

## Contexte historique des JO de Berlin
Les Jeux olympiques étaient déjà attribués à l’Allemagne en 1916, mais ont été annulés à cause de la Première Guerre mondiale. Incriminée et tenue responsable pour le déclenchement du conflit mondial, l’Allemagne est suspendue des Jeux de 1920 et de 1924. Cependant, après un long processus de négociation, les autorités allemandes ont réussi à faire réintégrer leur pays pour participer aux Jeux olympiques d'été de 1928 et postulent pour accueillir les Jeux d’été de 1936. Leur argument est que les Jeux ont déjà été attribués à l’Allemagne dans le passé — en 1916 — donc, les infrastructures sont déjà prêtes, et la candidature est présentée comme un moyen de redorer son blason.
Malgré les nombreuses confusions, l’événement sportif mondial est attribué au régime de Weimar, donc avant l'arrivée au pouvoir des nazis. En 1933, avec l’accession au pouvoir d’Adolf Hitler, la capacité d’organiser un tel événement est sérieusement remise en question, notamment en raison de l'idéologie raciste et discriminatoire du parti nazi. En fait, le régime nazi a aggravé la situation lorsqu’il suggéra l’exclusion des Juifs des Jeux de Berlin.
À la surprise générale, malgré ses propos houleux et haineux envers les Juifs, Hitler approuve la réception des Jeux et promet de tout faire pour la réussite de l’événement. Le dictateur allemand clame publiquement la promotion des relations entre les Nations et le développement du sport chez les jeunes ; cependant, son but ultime est la prospérité acquise des atouts politiques non négligeables de l’organisation des Jeux olympiques[source insuffisante].

## Élection de la ville hôte
| Berlin                       | Allemagne                    | 43 |
| Barcelone                    | Espagne                      | 16 |
| Total des suffrages exprimés | Total des suffrages exprimés | 59 |

Le Comité international olympique confie l'organisation des Jeux olympiques d'été de 1936 à la ville de Berlin, au cours de la 29e session du 26 avril 1931, à Barcelone. La capitale allemande l'emporte face à la candidature de Barcelone par 43 voix à 16. Alexandrie (Égypte), Budapest (Hongrie), Buenos Aires (Argentine), Cologne, Francfort et Nuremberg (Allemagne), Dublin (Irlande), Helsinki (Finlande), Lausanne (Suisse), Rio de Janeiro (Brésil) et Rome (Italie) sont candidates.

## Aspects politiques des JO de Berlin
Le contexte socio-politique de l’Allemagne a drastiquement changé en 1933 avec la montée du nazisme et l’accès au pouvoir d’Adolf Hitler. Arrivé au pouvoir dans un contexte de crise économique et politique, Hitler tente d’exclure tous les peuples distincts qui ne cadrent pas dans son idéal de race aryenne. Pour y arriver, Hitler décide de lancer un programme de réarmement qui mène à une politique d’agression. Dès 1934, il établit un régime totalitaire et élimine tous les autres partis politiques, le parti nazi est le seul accepté. La dictature totalitaire d’Hitler module l’Allemagne en État autoritaire et centralisé autour du parti nazi. Il abolit le commerce étranger dans le but de restreindre l’Allemagne à l’autarcie et à l’autosuffisance. Pour atteindre ses objectifs, Hitler crée la police militaire (SS), une police nazie (SA) et une police secrète d'État (Gestapo). La politique allemande devient très vite raciste et antisémite. Selon Hitler, c’est l’idée de race qui domine l’Histoire, et les Jeux olympiques de 1936 représentaient une occasion inégalable pour montrer la domination et la suprématie de la race aryenne[source insuffisante].
À côté de l'aspect sportif, les JO de Berlin eurent une signification politique très importante dans le cadre de la montée des tensions au sein de l'Europe. Le souvenir de ces jeux reste lui aussi en très large partie politique : il reste un cas d'école exemplaire de la confusion du sport et de la politique et de la propagande par le sport.

### La question du boycott et les contre-Jeux
Alors que le choix de la ville de Berlin date de 1931, l'arrivée au pouvoir du parti nazi en 1933 et la montée consécutive des tensions internationales va donner à ces Jeux une dimension fortement politique.
« En 1936, les organisations juives, le mouvement ouvrier international et plusieurs associations démocratiques et humanitaires appelèrent à boycotter les Jeux du Reich. » Les États-Unis menacent l'Allemagne de boycott, mais ne mettent pas leur menace à exécution.
Les arguments des partisans du boycott sont les suivants :
- l’Allemagne nazie discrimine les Juifs, principal motif du boycott ou de la relocalisation des Jeux ;
- la discrimination n’est guère compatible avec l’esprit sportif ;
- les Jeux demeurent une plateforme pour le régime nazi afin de promouvoir la supériorité de la race aryenne ;
- une participation aux Jeux sous-entendrait une adhésion aux persécutions et au racisme.

Les adhérents de la participation aux Jeux olympiques, dont le Comité international olympique, défendent les arguments suivants :
- les aspects sportif et politique doivent être dissociés ;
- il n’y a pas de discrimination, donc il n’y a pas besoin de boycott ;
- il n’y a pas de discrimination seulement en Allemagne, il ne faut pas associer le fléau social à l’Allemagne uniquement. Les États-Unis, opposants au régime nazi et favorable au boycott, menaient eux-mêmes des ségrégations raciales contre leur propre population ;
- les Jeux olympiques sont porteurs de paix, de tolérance, d’égalité et de fraternité[5].

Les pays qui décident le boycott organisent des « contre-Jeux populaires » parallèles à Barcelone. Les Jeux populaires de Barcelone abandonnent rapidement ses préoccupations initiales et deviennent une alternative aux Jeux de Berlin de 1936 et le slogan de la protestation contre l’organisation de l’événement sportif par l’Allemagne fasciste. Initialement, sa raison d’existence était d’enrayer la distinction entre la classe bourgeoise et la classe ouvrière dans le milieu du sport. Toutefois, les Jeux populaires de Barcelone avaient leurs propres caractéristiques définies et en contradiction avec certaines règles des Jeux olympiques :
- il n’y a pas de place pour la commercialisation et la militarisation ;
- on prône la participation des athlètes des nations non souveraines et des athlètes italiens et allemands exilés ;
- tous les athlètes ont la chance de concourir : des athlètes de haut niveau, des athlètes intermédiaires et des amateurs ;
- on sacralise la participation des femmes ;
- il n’y a pas que des tournois sportifs, on assiste à des compétitions de peinture, de sculpture, de photographie, de littérature, de design ; on met aussi une emphase sur les activités folkloriques et intellectuelles.

En tout, vingt-trois nations sont représentées : la Suède, la Suisse, la Hongrie, la Palestine, le Maroc, la Norvège, la Grande Bretagne, la Belgique, le Canada, les États-Unis, la France, la Grèce, le Portugal, les Pays-Bas, l’Algérie, le Danemark, la Tchécoslovaquie, les Émigrés juifs, l’Alsace, l’Espagne, les pays Basques, la Galice et la Catalogne. Les pays les mieux représentés sont la France (1 500 sportifs), la Suisse (deux cents), les Pays-Bas, la Belgique et la Grande Bretagne (cinquante représentants).
Cependant, en plus des difficultés d'organisation, le déclenchement de la guerre d'Espagne par le coup d'État du 17 juillet 1936, compromet définitivement le projet, et le déroulement de ces jeux est annulé,.
En France, lorsque le débat a eu lieu à l'Assemblée, Pierre Mendès France a été le seul député à s'opposer à la participation française aux Jeux de Berlin. « Mendès, comme les communistes, estime qu'il faut s'y refuser. Mais au moment du vote des crédits à l'Assemblée nationale, Maurice Thorez et ses amis se réfugient dans l'abstention (l'électorat ouvrier ne comprendrait pas). Seul PMF vote contre ».

### Les Jeux olympiques, support de propagande du régime

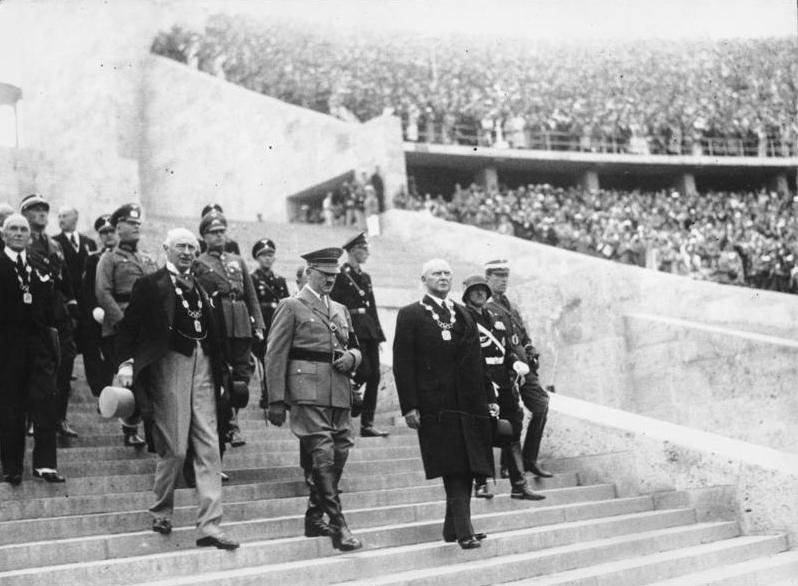
Le chancelier Adolf Hitler arrive au stade olympique pour assister à la cérémonie d'ouverture.

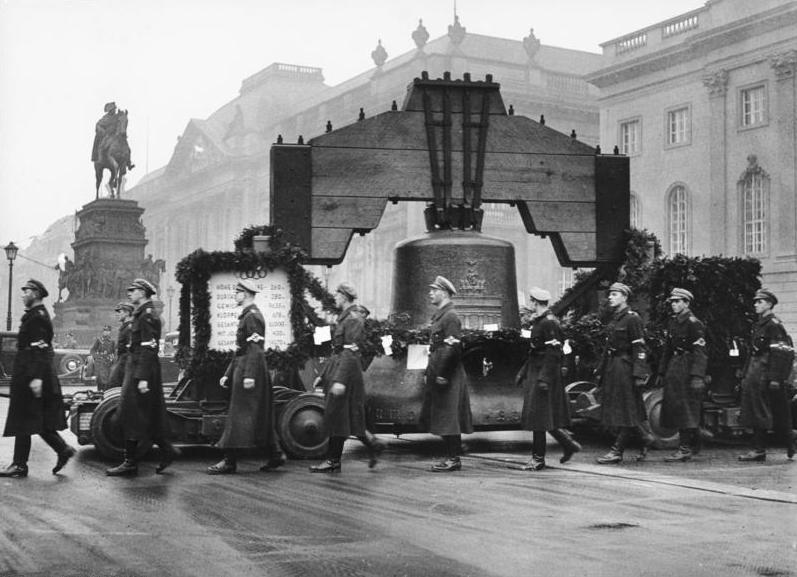
La cloche olympique à Berlin en 1936.

Pour le régime du IIIe Reich, ces jeux devaient être l'occasion de rassurer les pays européens sur la volonté pacifiste de l'Allemagne et faire apparaître le pays comme un interlocuteur valable et ce malgré l'occupation de la Rhénanie par le régime quelques mois plus tôt. Une organisation parfaite serait la démonstration de la puissance du régime et la victoire des athlètes allemands viendrait étayer la thèse de la « suprématie de la race aryenne », selon la terminologie nazie.
Quand Adolf Hitler accède au pouvoir en 1933, il est d’abord hostile à cette compétition attribuée à la ville de Berlin deux ans plus tôt et dont il a hérité. Mais le ministre de la Propagande Joseph Goebbels comprend que ces Jeux permettraient de montrer aux pays vaincus du Traité de Versailles la résurrection de leur pays, de mettre en avant le rôle du national-socialisme dans le redressement de l’Allemagne, sur la scène internationale.
Sur le plan intérieur, les Jeux furent utilisés par le régime nazi pour donner une bonne image du régime : Goebbels fait paraître dans le journal l'Angriff l'annonce suivante : " Nous devons être plus charmants que les Parisiens, plus accommodants que les Viennois, plus vifs que les Romains, plus cosmopolites que Londres et plus pragmatiques que New York". Le film Les Dieux du stade de Leni Riefenstahl immortalise bien des instants et filme les athlètes de manière novatrice (invention de la dolly par ex.). Riefenstahl filme tout sans exception : des exploits de Jesse Owens aux défaites allemandes. L'hymne le plus entendu à l'écran est l'hymne des États-Unis et non celui de l'Allemagne. Au niveau de la politique extérieure, les Jeux olympiques contribuèrent à faire passer momentanément Hitler pour un pacifiste et à rassurer l'Europe quant à ses intentions belliqueuses.
Hitler a le soutien de Pierre de Coubertin qui, bien qu'ayant démissionné du CIO en 1925, participa activement à l'organisation de ces jeux. Il en fit le discours de clôture en prononçant ces mots : « Que le peuple allemand et son chef soient remerciés pour ce qu’ils viennent d’accomplir... ». Coubertin admirait « intensément » Hitler, et à la question qu'on lui posait de ce soutien, il répondait : « Comment voudriez-vous que je répudie la célébration de la XIe Olympiade ? Puisque aussi bien cette glorification du régime nazi a été le choc émotionnel qui a permis le développement qu’ils ont connu ». Coubertin et Hitler avaient en commun une sorte de culte au corps et à l'effort. 

## Organisation
Les Jeux olympiques d'été de 1936 furent organisés par le Deutscher Reichsbund für Leibesübungen (DRL), le Bureau de Sports du Reich. Hans von Tschammer und Osten, le Reichssportführer ou chef du DRL, a nommé Theodor Lewald président et Carl Diem secrétaire général du Comité Organisateur des Jeux Olympiques à Berlin. Diem et Lewald introduisent des innovations originales, comme la cérémonie de la flamme olympique. Pour cacher les traces de l'antisémitisme nazi les panneaux antisémites furent provisoirement enlevés et les journaux mirent un bémol à leurs attaques. De cette façon, le régime exploita les Jeux olympiques pour fournir aux spectateurs et aux journalistes étrangers une fausse image d’une Allemagne pacifique et tolérante.
Les Jeux olympiques de 1936 à Berlin étaient un moyen de propagande pour Adolf Hitler. En effet, il a utilisé ces JO comme une vitrine pour mettre en avant son idéologie. L’objectif des Jeux de Berlin était de refléter l’image de l’Allemagne nazie à travers le monde entier. L’organisation de cet événement avait pour but de célébrer la gloire d’Hitler et du nazisme en Allemagne. Dans le cadre des JO, Hitler a utilisé différentes formes de propagande : notamment grâce au cinéma, avec les réalisations cinématographiques de Leni Riefenstahl. Toute la propagande des JO, et plus généralement du nazisme, était organisée par Joseph Goebbels. Il organise toute une mise en scène afin de montrer la supériorité de la race aryenne. La publicité autour des JO a permis d’attirer près de 3 millions de spectateurs : c’est une véritable réussite pour les nazis. Leurs idées et leur autorité sont propagées à travers la manifestation sportive. Les nazis ont essayé de faire oublier leur programme antisémite à travers les Jeux olympiques afin de diffuser une fausse image de l’Allemagne nazie. Le sport a donné l’opportunité aux nazis d’afficher tous les moyens de propagande, et les Jeux de 1936 ont permis aux nazis de montrer la supériorité de la « race aryenne » et de mettre en avant leurs qualités physiques. Afin de ne pas être identifiées comme un régime nazi, les affiches de propagandes nazies ont été retirées durant la période des JO. Les nazis ont donc présenté une fausse image d’une Allemagne pacifique. La propagande autour des JO a continué après les 1936 puisqu’en 1938, Leni Riefenstahl a sorti un documentaire pour mettre en avant le parti nazi lors des JO.

### Sites des compétitions

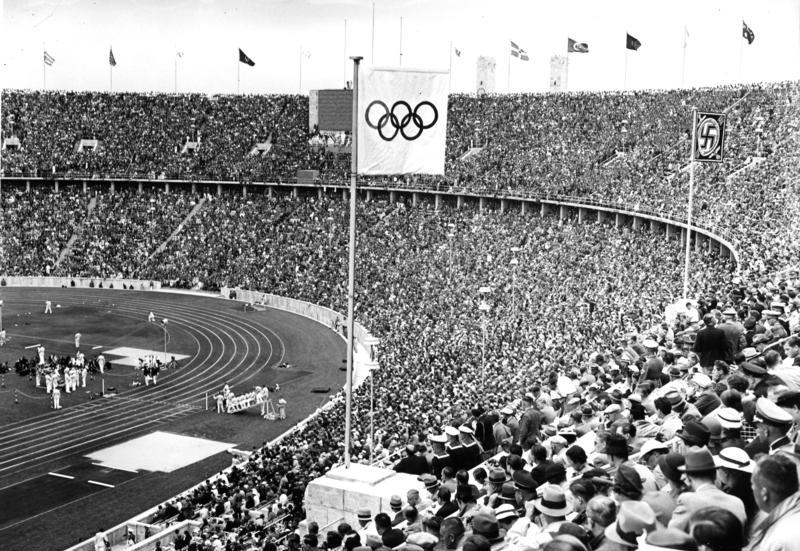
Le stade olympique de Berlin.

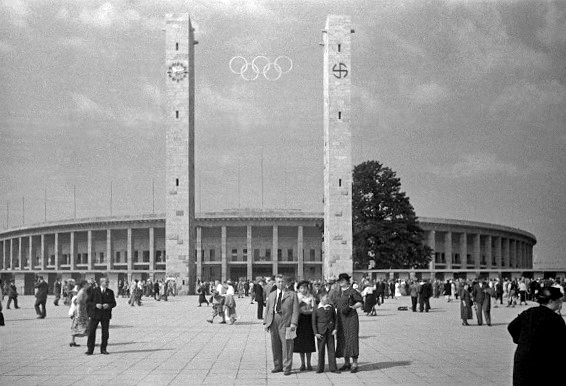
L'entrée du stade en 1936.

#### Village olympique
Les athlètes furent logés au village olympique de Dallgow-Döberitz, dont s'occupait l'officier allemand Wolfgang Fürstner. Ils eurent à disposition une salle de cinéma, de théâtre, de music-hall et une bibliothèque. Chaque chambre disposa d'une salle de bain et du chauffage central.

#### Stade olympique
Le monumental stade olympique de Berlin d'une capacité de 100 000 places fut construit par l'architecte Werner March. Un virage entier est réservé aux SA. Le stade a accueilli les cérémonies d'ouverture et de clôture, les épreuves d'athlétisme, d'équitation et les finales de handball à onze et de football. Le baseball y fut en démonstration.

#### Autres sites
- Stade nautique : natation, plongeon, water polo
- Stade May Field : polo, équitation
- Théâtre de plein-air Dietrich Eckart : gymnastique
- Stade de Hockey : hockey sur gazon
- Centre de tennis : basket-ball, escrime
- Salle Cupola : escrime
- Centre nautique de Grünau : aviron, canoë-kayak
- Deutschlandhalle : boxe, lutte, haltérophilie
- Vélodrome : cyclisme sur piste
- Stand de tir olympique : tir
- Champ de manœuvres de Döberitz : pentathlon moderne
- Les régates de voile furent disputées dans la ville de Kiel

### Cérémonie d'ouverture

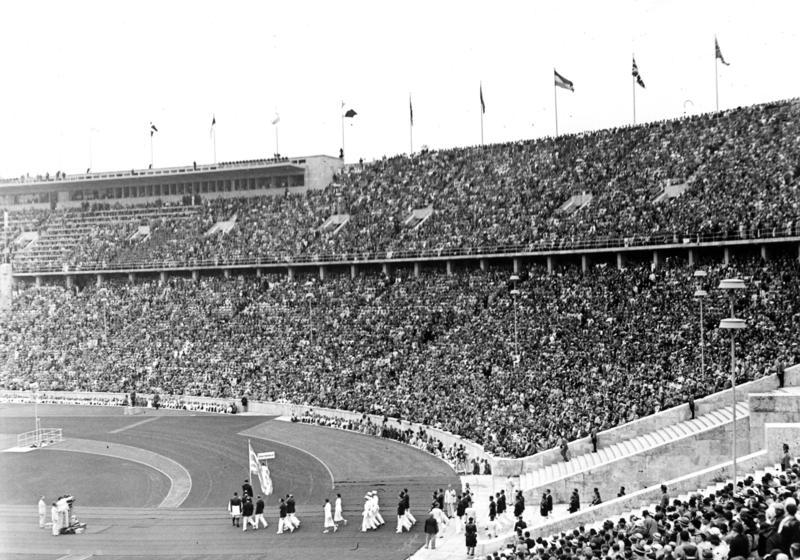
La cérémonie d'ouverture.

La cérémonie d'ouverture, orchestrée par Rudolf Laban, se déroula le 1er août 1936 devant les 100 000 spectateurs du stade olympique de Berlin qui assistèrent dans un premier temps au défilé des brigades des Jeunesses hitlériennes. Alors que la Marche d’hommage du compositeur allemand Richard Wagner était entonnée par l’orchestre, le chancelier Adolf Hitler pénétra dans le stade sous le salut nazi des spectateurs et rejoignit dans les tribunes le comte Henri de Baillet-Latour, président du Comité international olympique, ainsi que les membres du comité d’organisation.
Un court enregistrement du baron Pierre de Coubertin fut diffusé dans l’enceinte :

« L'important aux Jeux olympiques n'est pas d'y gagner, mais d'y prendre part ; car l'essentiel dans la vie n'est pas tant de conquérir que de bien lutter. »

Peu après, Adolf Hitler déclara officiellement ouverts les Jeux olympiques de Berlin, sans autre discours comme le veut l'usage. La flamme entra dans le stade après un relais de plus de 3 000 athlètes. Le dernier porteur du flambeau fut l’athlète allemand Fritz Schilgen, qui alluma la vasque olympique. Pour la première fois, la flamme olympique, à l’instigation du professeur Carl Diem, était introduite dans la cérémonie d'ouverture des Jeux. Ce fut aussi le premier grand événement retransmis en direct via la télévision.

## Nations participantes

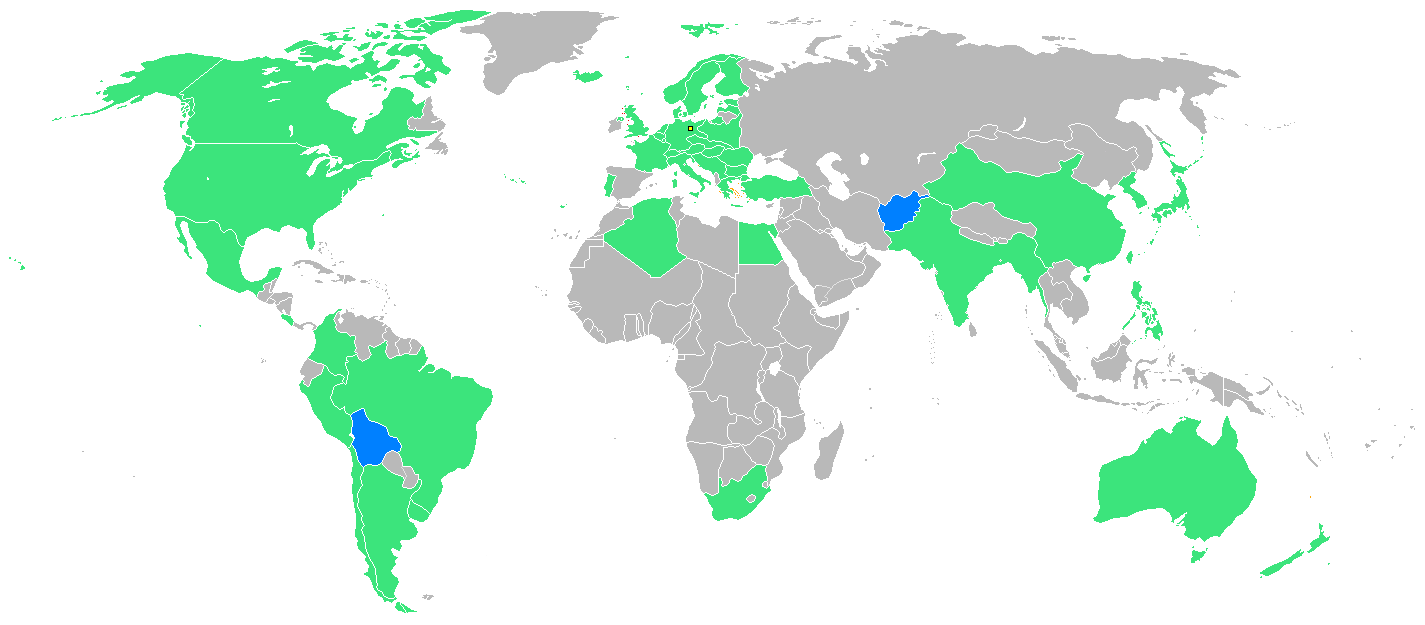
Les nations participant aux Jeux de 1936.
Pays participant pour la première fois.
Pays ayant déjà participé.

Les invitations sont lancées par le gouvernement présidé par Adolf Hitler par le biais du comité olympique allemand. L'Espagne, qui entame sa guerre civile, déclare forfait le matin même de la cérémonie d'ouverture. Finalement, 49 nations participent à ces jeux de Berlin. Cinq d'entre elles apparaissent pour la première fois : l'Afghanistan, les Bermudes, la Bolivie, le Costa Rica et le Liechtenstein.
L'Allemagne et les États-Unis disposent du plus gros contingent d'athlètes avec respectivement 348 et 310 engagés. La France, la Hongrie et le Royaume-Uni se présentent à Berlin avec près de deux cents sportifs chacun.
| Afrique                             | Amériques | Asie                                                                         | Europe | Océanie                                 |
| ----------------------------------- | --- | ---------------------------------------------------------------------------- | --- | --------------------------------------- |
| - Afrique du Sud (25) - Égypte (54) | - Argentine (51) - Bermudes (5) - Bolivie (1) - Brésil (73) - États-Unis (310) - Canada (96) - Chili (40) - Colombie (5) - Costa Rica (1) - Mexique (34) - Pérou (40) - Uruguay (37) | - Afghanistan (14) - Chine (54) - Inde (27) - Japon (153) - Philippines (28) | - Allemagne (348) - Autriche (176) - Belgique (120) - Bulgarie (24) - Danemark (116) - Estonie (33) - Finlande (107) - France (201) - Grande-Bretagne (207) - Grèce (40) - Hongrie (209) - Islande (12) - Italie (182) - Lettonie (24) - Liechtenstein (6) - Luxembourg (44) - Malte (11) - Monaco (6) - Norvège (72) - Pays-Bas (128) - Pologne (112) - Portugal (19) - Roumanie (53) - Suisse (174) - Suède (150) - Tchécoslovaquie (162) - Turquie (48) - Yougoslavie (90) | - Australie (32) - Nouvelle-Zélande (7) |
| 2 pays                              | 12 pays | 5 pays                                                                       | 28 pays | 2 pays                                  |

## Compétition

### Sports et résultats

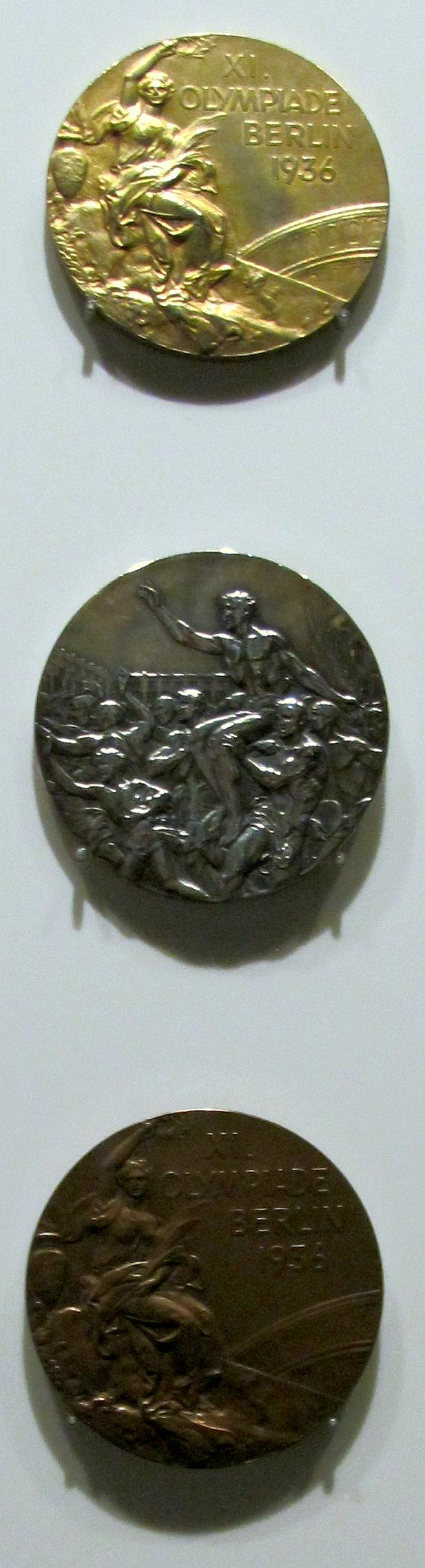
Médailles des olympiades de 1936.

Dix-neuf sports et 129 épreuves composent le programme des Jeux olympiques de 1936. Trois nouvelles disciplines olympiques voient le jour : une forme de handball à onze, le canoë-kayak et le basket-ball. Des compétitions de vol à voile et de baseball sont disputées en démonstration.
- Athlétisme (29)
- Aviron (7)
- Basket-ball (1)
- Boxe (8)
- Canoë-kayak (9)
- Cyclisme (6)
- Équitation (6)
- Escrime (7)
- Football (1)
- Gymnastique (9)
- Haltérophilie (5)
- Handball à onze (1)
- Hockey sur gazon (1)
- Lutte (14)
- Pentathlon moderne (1)
- Polo (1)
- Sports aquatiques
  -  Natation (11)
  -  Plongeon (4)
  -  Water-polo (1)
- Tir (3)
- Voile (4)

### Jesse Owens, le héros des jeux
Le sprinteur noir-américain Jesse Owens fut le héros de ces jeux de Berlin en s'adjugeant quatre médailles d'or sur les quatre épreuves auxquelles il participa. Le 3 août 1936 sur le 100 m, Owens est situé à la deuxième ligne. En quelques foulées, il dispose de tous ses adversaires, et en particulier de son compatriote Ralph Metcalfe pour réaliser le temps de 10 s 3. Le lendemain, Owens, âgé alors de 23 ans, décroche sa deuxième médaille d'or dans l'épreuve du saut en longueur sous les yeux d’Adolf Hitler. Dans son duel serré avec l'Allemand Luz Long, il prend l'avantage lors de son dernier essai qui est mesuré à 8,06 m, soit un nouveau record olympique. Le lendemain, l'Américain remporte sa victoire la plus nette sur le 200 m en battant de quatre dixièmes (4 m environ) Mark Robinson. Enfin, le triomphe de Jesse Owens s'achève le 9 août avec ses partenaires du 4 × 100 m américain. Au départ du premier relais, il creuse l'écart sur ses concurrents italiens et allemands. L'équipe des États-Unis remporte la course en établissant un nouveau record du monde en 39 s 8 qui tiendra vingt ans.
Les exploits de cet athlète ont d'autant plus de retentissement qu'ils se situent à Berlin en 1936 dans le cadre d’une manifestation olympique dont les valeurs clés (culte de l'effort et du corps) résonnent avec le nazisme. Les thèses eugénistes de la supériorité de la race aryenne sur les autres races, les Juifs ou les Noirssont contredites.
Adolf Hitler avait quitté la tribune afin de ne pas saluer le vainqueur du 100 m, Jesse Owens, parce que celui-ci était Noir. Le premier jour des jeux, Hitler avait félicité que les athlètes allemands, ce qui avait eu pour conséquence que le Comité olympique avait demandé, par souci de neutralité olympique, qu'il félicite tous les athlètes ou aucun. Hitler choisit cette dernière option et ne serra plus la main à aucun athlète durant les jeux.
À l'encontre de cette légende, Owens précise dans son autobiographie comment Hitler s'est levé et l'a salué :

« Après avoir passé le chancelier, il surgit en me saluant de la main, je l'ai salué en retour. Je pense que des auteurs ont montré un mauvais goût en critiquant l'homme de l'heure en Allemagne. »

Il ajoute :

« Hitler ne m’a pas snobé. C’est FDR (Franklin Delano Roosevelt) qui m’a snobé. Le président ne m’a même pas envoyé un télégramme de félicitations… »

Lors de l'inauguration du nouveau stade olympique de Berlin en 1984, la veuve de Jesse Owens déclara que son mari avait été plus respecté par les autorités nazies que par les dirigeants de sa propre équipe nationale.

### Autres faits sportifs
Durant les Jeux olympiques de 1936, le Liechtenstein et Haïti ont découvert qu'ils avaient des drapeaux identiques. En 1937, le Liechtenstein a ajouté une couronne, et Haïti ses armoiries.

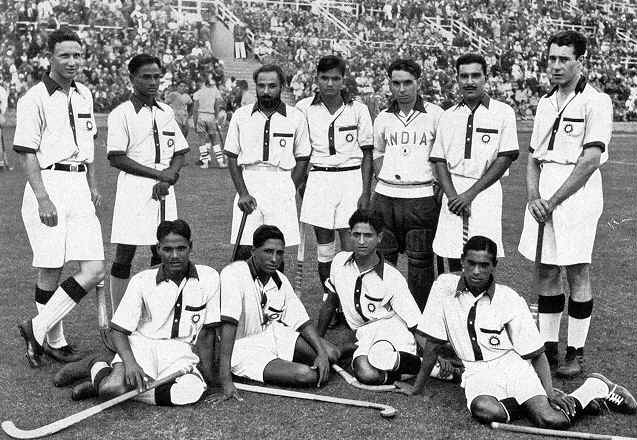
L'équipe d'Inde de hockey sur gazon.

En athlétisme, les États-Unis remportent près de la moitié des épreuves. L'Américain Glenn Morris s'adjuge le titre alors qu'il participe à son troisième et ultime décathlon. Sa compatriote Helen Stephens décroche deux médailles d'or au total. Les cinq titres allemands reviennent à des lanceurs. Le marathon bénéficie de repères kilométriques, qui permettent aux concurrents de mesurer leur effort. Tous les trois kilomètres, des points de ravitaillement bien fournis ont été prévus, avec des points chronométriques qui leur donnent l'écart avec leurs prédécesseurs. Ces dispositions permettent de limiter le nombre d'abandons.
L'équipe de France de cyclisme repart de ces jeux avec sept médailles en six épreuves au programme. Robert Charpentier, remporte la course sur route individuelle, le contre-la-montre par équipes et la poursuite par équipes (4 000 m).
En gymnastique, les Allemands Alfred Schwarzmann et Konrad Frey remportent six titres olympiques au total. Dans l'épreuve du deux de couple d'aviron, l'équipe britannique (Leslie Southwood et Jack Beresford) remporte la victoire sur le fil. Âgé de douze ans et demi, le barreur français Noël Vandernotte, obtient deux podiums en deux et quatre barré et devient le plus jeune médaillé de l'histoire des Jeux olympiques.
En natation, le Japon domine les compétitions (onze médailles au total). Au plongeon, l'Américaine Marjorie Gestring, âgée de treize ans et 267 jours, devient la plus jeune championne olympique de l'histoire. Les épreuves d'équitation sont toutes remportées par les cavaliers allemands. En sports collectifs, ces Jeux de Berlin voient le sacre des États-Unis en basket-ball, de l'Italie en football, de l'Allemagne en handball à onze et de l'Inde au hockey sur gazon.
C'est la dernière année où le sport automobile a été inscrit aux Jeux (en démonstration à Berlin). Sur les 125 voitures inscrites, les nombreuses voitures allemandes partaient favorites, accompagnées d'une seule voiture britannique, une Singer Le Mans 1500 pilotée par la Britannique Betty Haig, petite nièce du maréchal Douglas Haig. Neuf jours plus tard, elle remportait l'épreuve, devenant ainsi la première femme de l'histoire à battre des hommes à une épreuve olympique.
| Athlète              | Pays       | Sport       | Médaille d'or, Jeux olympiques | Médaille d'argent, Jeux olympiques | Médaille de bronze, Jeux olympiques | Total |
| Jesse Owens          | États-Unis | Athlétisme  | 4                              | 0                                  | 0                                   | 4     |
| Konrad Frey          | Allemagne  | Gymnastique | 3                              | 1                                  | 2                                   | 6     |
| Hendrika Mastenbroek | Pays-Bas   | Natation    | 3                              | 1                                  | 0                                   | 4     |
| Alfred Schwarzmann   | Allemagne  | Gymnastique | 3                              | 0                                  | 2                                   | 5     |
| Robert Charpentier   | France     | Cyclisme    | 3                              | 0                                  | 0                                   | 3     |
| Guy Lapébie          | France     | Cyclisme    | 2                              | 1                                  | 0                                   | 3     |
| Giulio Gaudini       | Italie     | Escrime     | 2                              | 1                                  | 0                                   | 3     |

## Tableau des médailles
Parmi les quarante-neuf nations qui participent à ces Jeux, trente-deux repartent avec au moins une médaille. Vingt et un de ces pays gagnent au moins une médaille d'or et vingt-neuf remportent plus d'une médaille. L'Allemagne, pays hôte se hisse en tête de ce classement avec quatre-vingt-neuf médailles dont trente-trois en or, vingt-six en argent et trente en bronze. Les États-Unis et la Hongrie prennent les deuxième et troisième places avec respectivement cinquante-six et seize médailles. Le tableau ci-dessous répertorie la liste des 10 pays ayant gagné le plus de médailles, il ne prend pas en compte les compétitions artistiques organisées conjointement aux épreuves sportives, ni les épreuves d'aéronautique et d'alpinisme.
| Rang | Nation                  | Or | Argent | Bronze | Total |
| ---- | ----------------------- | -- | ------ | ------ | ----- |
| 1    | Allemagne (nation hôte) | 33 | 26     | 30     | 89    |
| 2    | États-Unis              | 24 | 20     | 12     | 56    |
| 3    | Hongrie                 | 10 | 1      | 5      | 16    |
| 4    | Italie                  | 8  | 9      | 5      | 22    |
| 5    | Finlande                | 7  | 6      | 6      | 19    |
| 5    | France                  | 7  | 6      | 6      | 19    |
| 7    | Suède                   | 6  | 5      | 9      | 20    |
| 8    | Japon                   | 6  | 4      | 8      | 18    |
| 9    | Pays-Bas                | 6  | 4      | 7      | 17    |
| 10   | Grande-Bretagne         | 4  | 7      | 3      | 14    |

## Controverse

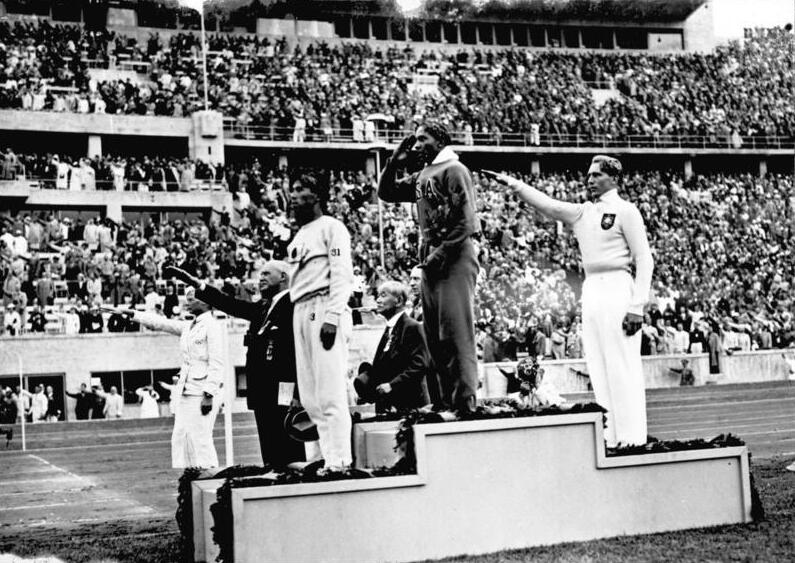
La similarité entre le salut olympique et le salut nazi a entretenu la confusion.

Une controverse nourrie surgit relative au salut olympique de quelques délégations devant la tribune officielle présidée par Adolf Hitler. Le salut olympique s'inspire du salut du bataillon de Joinville bras tendu puis replié vers le torse ainsi que le justifia Pierre de Coubertin dont les jeux olympiques de 1924 furent les derniers qu'il organisa.
Lors des Jeux olympiques de 1936, la Grèce qui est toujours le premier pays à faire son entrée sur le stade, fit le salut olympique, ainsi que le Canada, la France et l'Italie. Majoritairement, les autres nations choisirent de découvrir la tête, de saluer militairement ou de ne pas saluer.
Les nazis assimilèrent le salut olympique au salut fasciste, et crurent à l'adhésion des délégations à leur idéologie, ce qui déclencha des applaudissements nourris et des levées de saluts fascistes en réponse.
Il est à noter que le salut olympique dit « salut de Joinville » a été modifié dix ans après les Jeux olympiques de 1936 mais n'a pas totalement disparu des cérémonies puisque, lors de la cérémonie d'ouverture des Jeux de Munich, la délégation de Bolivie le pratiquait encore.

## Médiatisation
- Ce fut aussi l'occasion pour Leni Riefenstahl de réaliser un film d'anthologie sur les Jeux : Les Dieux du stade, tout autant considéré comme un grand classique du cinéma de propagande que novateur par sa façon de filmer les compétitions sportives.
- Ce furent également les premiers Jeux olympiques de l'histoire retransmis à la télévision[30].
- La comédie L'as des as (Gérard Oury, 1982) se déroule à Berlin durant les Jeux olympiques. Le héros du film, interprété par Jean-Paul Belmondo, est entraîneur de l'équipe française de boxe et se trouve embarqué à sauver une famille juive, avant de croiser la route d'Hitler.

## Filmographie

### Cinéma
- 1937 : Charlie Chan aux Jeux olympiques réalisé par H. Bruce Humberstone en 1937.
- 1938 : Les dieux du stade réalisé par Leni Riefenstahl en 1938 sous la demande officielle d'Hitler
- 1940 : L'Épreuve du temps d'Eduard von Borsody en 1940.
- 1955 : Hotel Adlon de Josef von Báky, des séquences apparaissent dedans
- 2009 : Berlin 36 de Kaspar Heidelbach.
- 2016 : La Couleur de la victoire de Stephen Hopkins
- 2023 : Ils étaient un seul homme de George Clooney

### Télévision
- 2016 : Berlin 1936 : dans les coulisses des Jeux olympiques, réalisé par Mira Thiel et Florian Huber.

### Documentaires
- 2016 :
  - Berlin 1936, réalisé par Edward Cotterill.
  - 1936, les Jeux de Berlin, réalisé par Bernd Wilting.
  - Les Jeux d'Hitler, Berlin 1936, réalisé par Jérôme Prieur, Arte France-Roche productions, 90 min.
  - Dans les secrets des JO de Berlin, réalisé par Laure Philippon.

## Galerie d'images

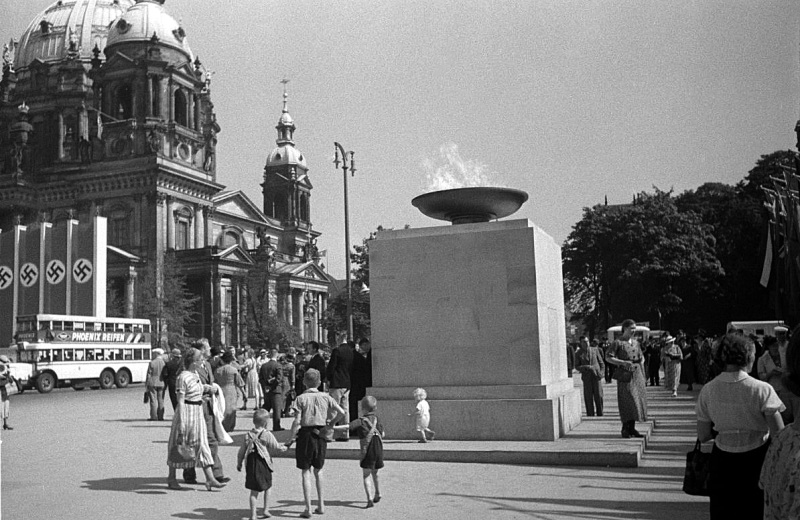
La vasque olympique dans les rues de Berlin.
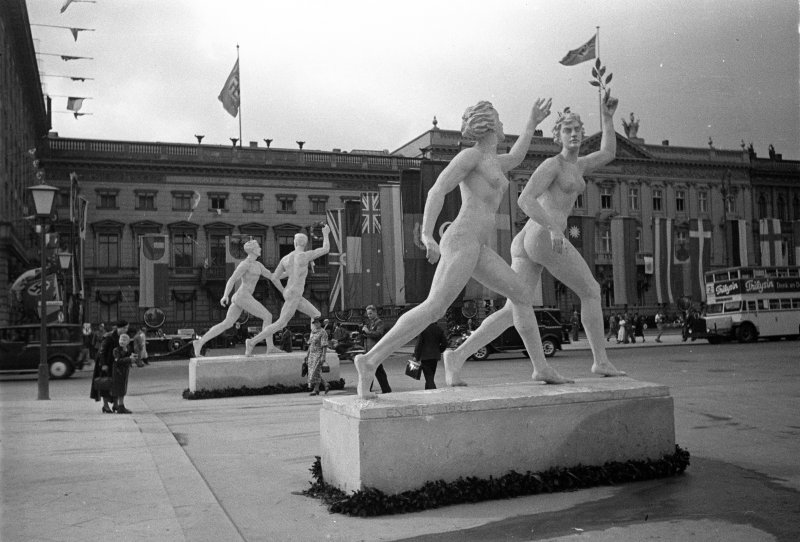
Statues olympiques à Berlin.
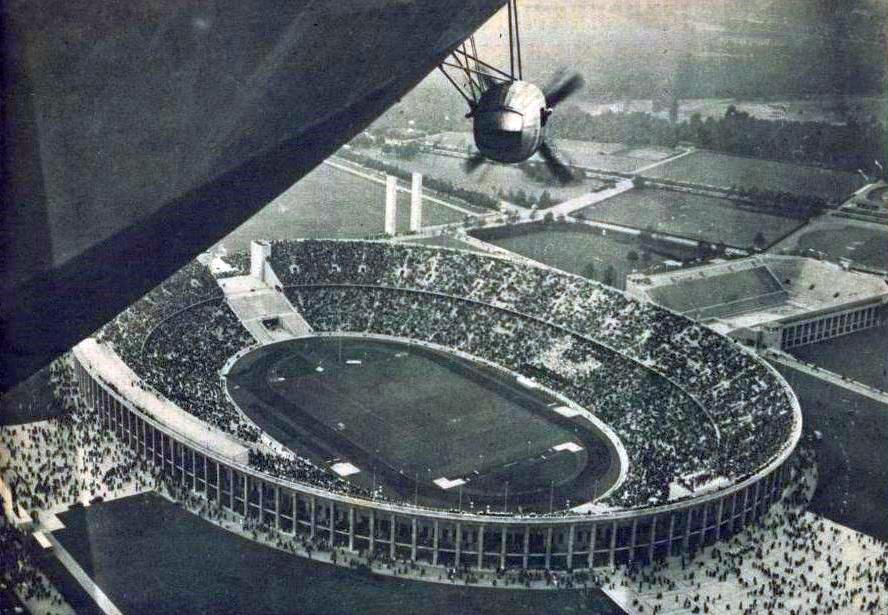
Stade olympique de Berlin, le 1er août 1936 (vu depuis LZ 129 Hindenburg).
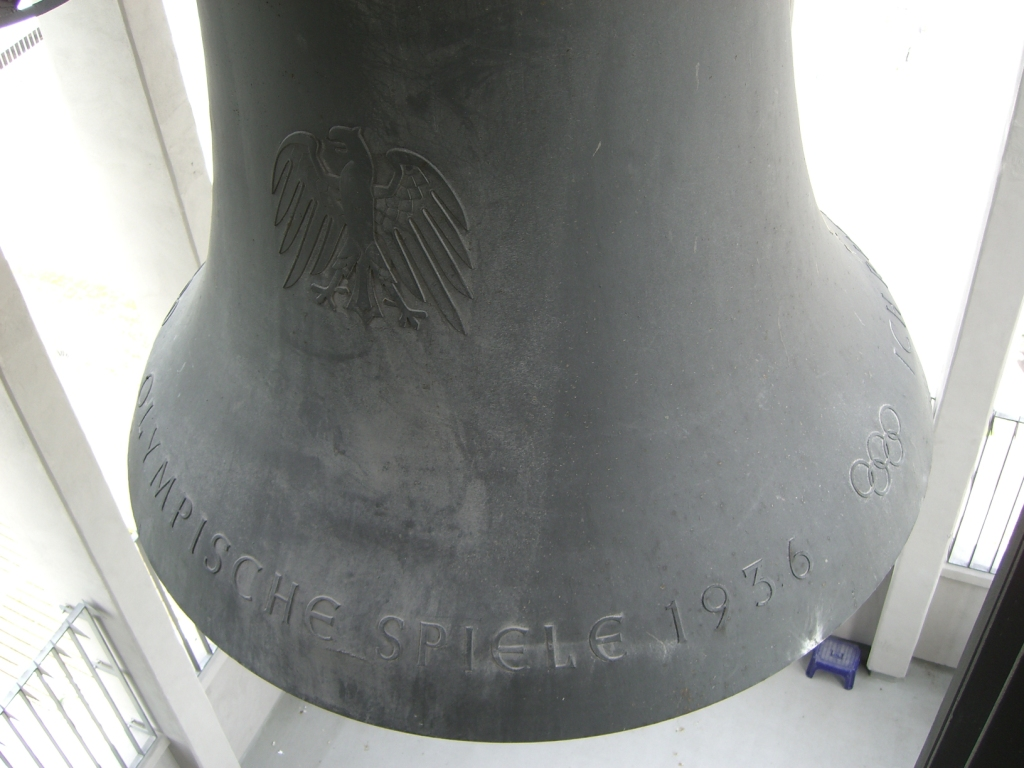
La cloche olympique de Berlin (Olympiaglocke).
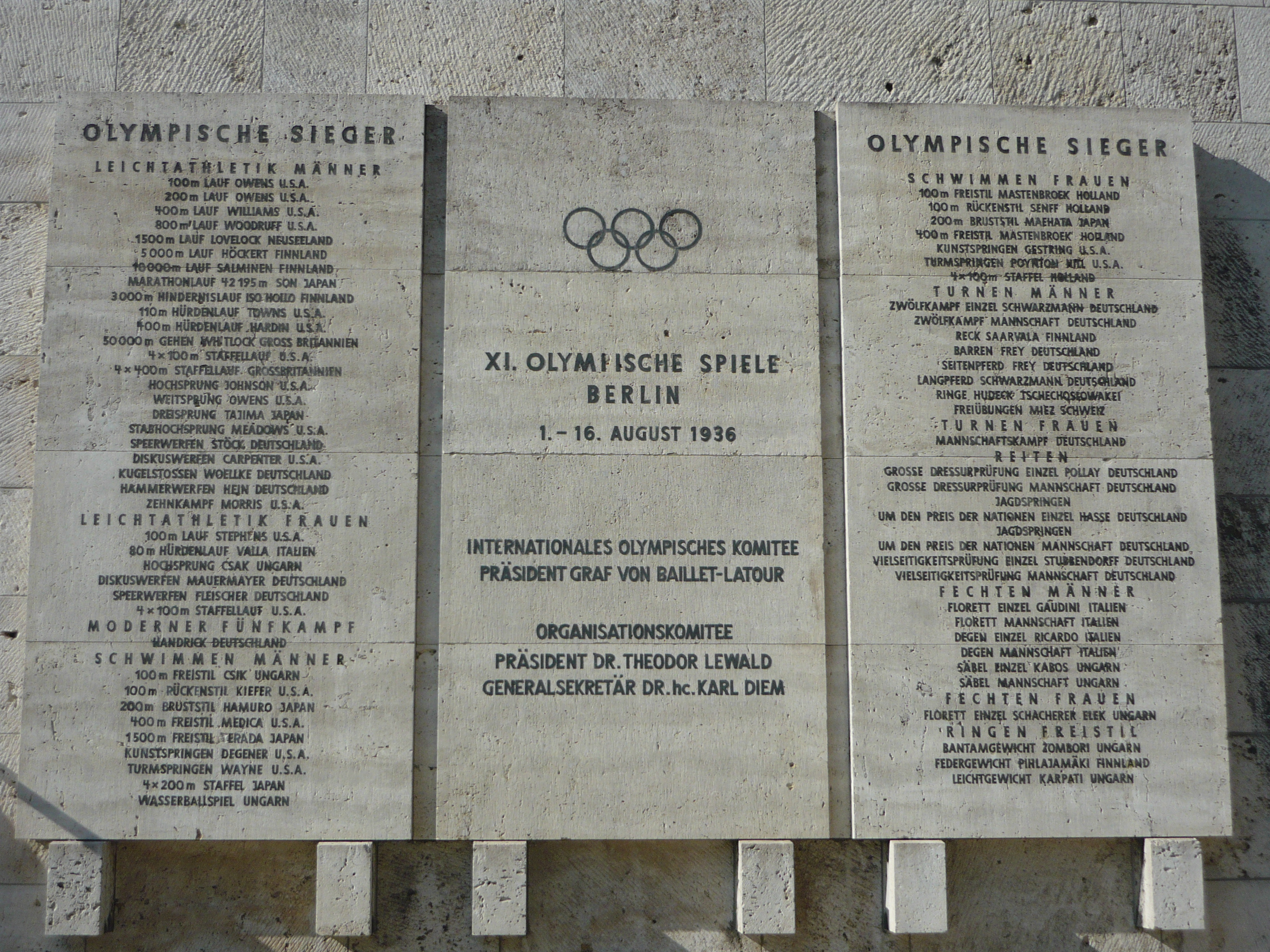
Tableau des résultats des Jeux olympiques de 1936, affiché dans le stade, en 2010.
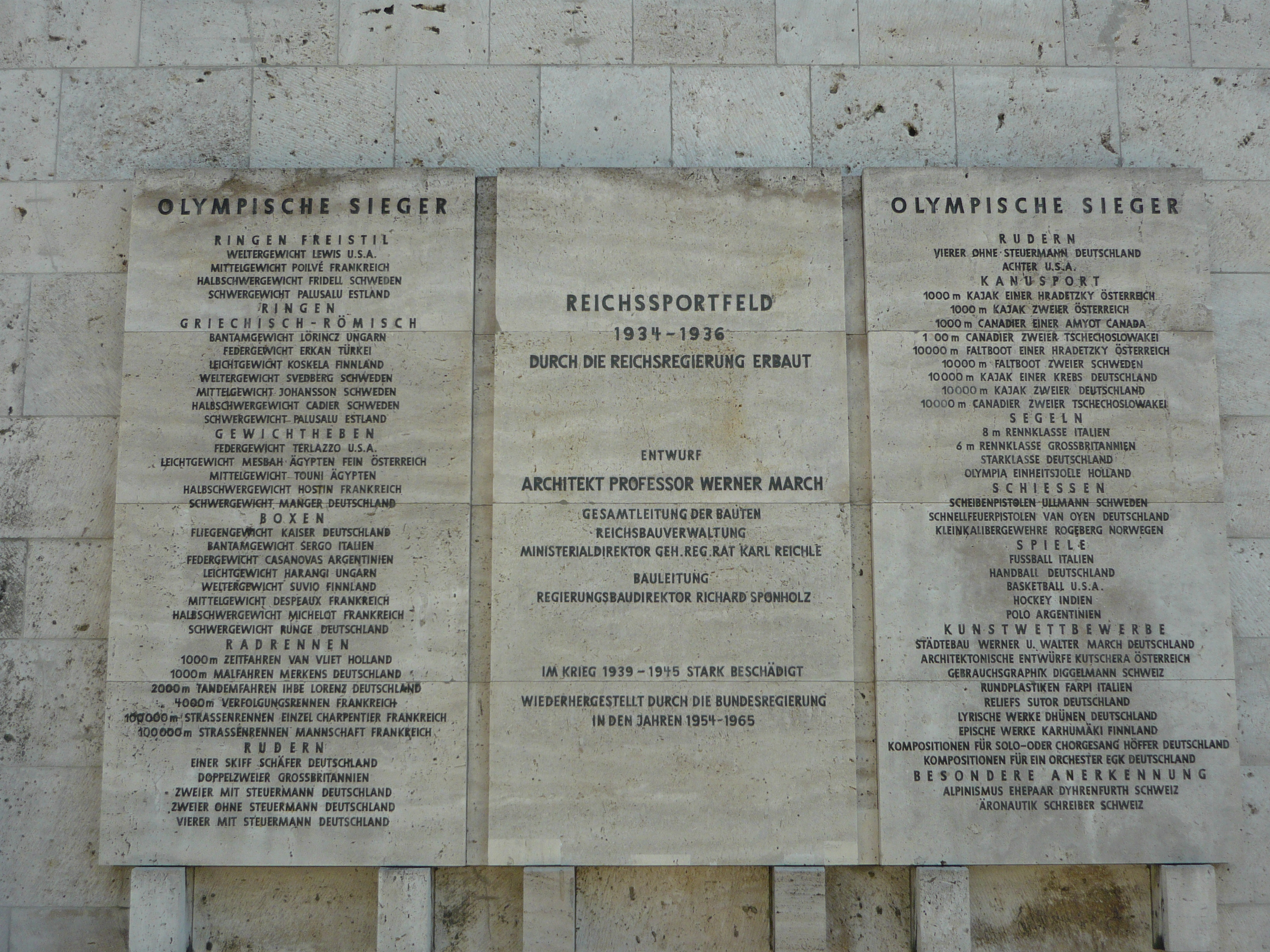
Tableau des résultats des Jeux olympiques de 1936, affiché dans le stade, en 2010 (seconde partie).